# CLASSICS (大貫妙子のアルバム)
『CLASSICS』（クラシックス）は、1985年9月5日に発売された大貫妙子2作目のベスト・アルバム。発売元はDear Heart ⁄ MIDI。

## 概要
アルバム『MIGNONNE』『ROMANTIQUE』『AVENTURE』『Cliché』『SIGNIFIE』収録曲を中心に、大貫自身が選曲したベスト・アルバム。「黒のクレール」「色彩都市」「海と少年」「突然の贈りもの」など、後に多くの歌手にカバーされ大貫の代表曲となる楽曲が多数収録されている。ジャケットには金紙が使用されている。
M-5「みずうみ」は、ノルウェーの作曲家グリーグの代表作「ペール・ギュント」組曲第2番に日本語詞を付けたもので、1983年6月から7月にかけてNHK『みんなのうた』として使用された。

### 批評
音楽情報サイトCDジャーナルの商品ページでは、「ヨーロッパの香りがどことなくするアルバム。イメージとしてそよ風とでも言うか、大貫妙子の曲にはアメリカ録音のものでもヨーロッパの空気が静かに流れている、そんなベスト盤。アメリカン・ポップスとは対極にある音楽を探しているよう。」と評されている。

## 収録曲
全作詞・作曲: 大貫妙子（特記以外）

### LP

#### Side A
1. 黒のクレール
編曲: 坂本龍一
2. 夏に恋する女たち
編曲: 坂本龍一
3. 色彩都市
編曲: 坂本龍一
4. 風の道
編曲: Jean Musy
5. みずうみ
作詞: 山川啓介 / 作曲: グリーグ / 編曲: 乾裕樹
6. 恋人達の明日
編曲: 坂本龍一

#### Side B
1. CARNAVAL
編曲: 坂本龍一
2. 雨の夜明け
編曲: 坂本龍一
3. グランプリ
編曲: 前田憲男
4. レシピー (調理法)
編曲: 坂本龍一
5. 海と少年
編曲: 坂本龍一
6. 突然の贈りもの
編曲: 坂本龍一

### CD
1. 黒のクレール
2. 夏に恋する女たち
3. 色彩都市
4. 風の道
5. みずうみ
6. 恋人達の明日
7. CARNAVAL
8. 雨の夜明け
9. グランプリ
10. レシピー (調理法)
11. 海と少年
12. 突然の贈りもの

## 曲解説
1. 黒のクレール
  - 8枚目のシングルA面曲。
2. 夏に恋する女たち
  - 10枚目のシングルA面曲。
3. 色彩都市
  - アルバム『AVENTURE』収録曲。
4. 風の道
  - アルバム『Cliché』収録曲。
5. みずうみ
グリーグ作曲の「ペール・ギュント」 ”ソルヴェイグの歌” に日本語詞を付けたもの。NHK『みんなのうた』として放送された。
6. 恋人達の明日
  - アルバム『AVENTURE』収録曲。6枚目のシングルA面曲。
7. CARNAVAL
  - 4枚目のシングルA面曲。
8. 雨の夜明け
  - シングル「CARNAVAL」のB面曲。
9. グランプリ
  - アルバム『AVENTURE』収録曲。
10. レシピー (調理法)
  - シングル「夏に恋する女たち」のB面曲。
11. 海と少年
  - アルバム『MIGNONNE』収録曲。シングル「じゃじゃ馬娘」のB面曲。
12. 突然の贈りもの
  - アルバム『AVENTURE』収録曲。シングル「チャンス」のB面曲。

## 参加ミュージシャン
| 黒のクレール - All Keyboards, Drums: 坂本龍一 - Guitar: 大村憲司 - Bass: 細野晴臣 夏に恋する女たち - Drums: 林立夫 - Electric Guitar: 大村憲司 - Acoustic Guitar: 吉川忠英 - Percussions: 浜口茂外也 - All Keyboards, Vibe: 坂本龍一 - Sax: 沢村満 色彩都市 - All Keyboards, Drums: 坂本龍一 - Guitar: 大村憲司 - Percussions: 浜口茂外也 - Background Vocal: EPO 風の道 - Keyboard: Jean Musy - Drums: Pierre Alain Dahan - Bass: Sauver Mallia - Guitar: Claude Samard, 大村憲司 みずうみ - Acoustic Piano: 乾裕樹 - Synthesizer: 清水信之 恋人達の明日 - Prophet 5: 坂本龍一 - Electric Guitar: 大村憲司 - Bass: 中村裕二 - Drums: 高橋幸宏 - Percussion: 浜口茂外也 - Chorus Arrangement: 山下達郎 - Background Vocals: 大貫妙子、竹内まりや、EPO CARNAVAL - Rhodes Piano, Prophet 5: 坂本龍一 - Electric Guitar: 大村憲司 - ElectricBass: 細野晴臣 - Drums: 高橋幸宏 - Computer Programming: 松武秀樹 | 雨の夜明け - Rhodes Piano, Prophet 5: 坂本龍一 - Drums: 高橋幸宏 - Strings: 多グループ グランプリ - Drums: 渡嘉敷祐一 - Bass: 杉本和弥 - Guitar: 杉本喜代志 - Acoustic Piano: 富樫春生 - Rhodes Piano: 前田憲男 - Background Vocals: 大貫妙子、EPO、宮田茂樹 レシピー (調理法) - All Keyboards: 坂本龍一 - Electric Guitar: 大村憲司 - Acoustic Guitar: 吉川忠英 - Drums: 林立夫 - Bass: 後藤次利 - Background Vocals: 大貫妙子 海と少年 - Guitars: 鈴木茂、松原正樹 - Drums: 高橋幸宏 - Bass: 細野晴臣 - All Keyboards: 坂本龍一 - Percussion: 浜口茂外也 - Strings: 多グループ - Chorus: 伊集加代子、和田夏代子、鈴木宏子 突然の贈りもの - All Keyboards: 坂本龍一 - Guitars: 松木恒秀 - Bass: 細野晴臣 - Drums: 渡嘉敷祐一 - Percussion: 浜口茂外也 - Strings: 多グループ - Harp: 山畑松枝 |

## 発売履歴
| 発売日         | レーベル        | 規格       | 規格品番   | 備考       |
| -------------- | --------------- | ---------- | ---------- | ---------- |
| 1985年9月5日   | Dear Heart/MIDI | LPレコード | RAL-8829   |            |
| 1985年10月15日 | Dear Heart/MIDI | CD         | RHCD-536   |            |
| 1985年11月21日 | Dear Heart/MIDI | CD         | B25D-13013 | 再発盤     |
| 1995年3月24日  | RCA/RVC         | CD         | BVCR-8015  | 音パレード |

## 参考資料
- オリコン『ALBUM CHART-BOOK COMPLETE EDITION 1970-2005』オリコン・マーケティング・プロモーション、2006年4月。ISBN 978-4-87131-077-2。